# Харковски конструкторски биро машиноградње
Харковски конструкторски биро машиноградње А.А.Морозова (рус.ОКБ имени Морозова — ГП ХКБМ до 1951, ОКБ-520 до 1997, КБ-60 до 1999) — је предузеће које се бави развојем оклопних возила. Раније, као ГП ХКБМ играло је главну улогу у производњи оклопљених камиона за Совјетски Савез.

## Делатност
ГП ХКБМ специјализовао у главном за развој и производњу оклопних возила. Надлежност ГП ХКБМ-а у овој области је била свеобухватна и покривала је цео процес стварања једног узорка (прототипа) који је силазио са прве производне линије као и каснијим побољшањима на возилима која су се већ користила.
У номенклатури производа које је ГП ХКБМ разијао улазила су гусенична возила укључујући и главне борбене тенкове Јатаган и Оплот, Т-80УД, као и пешадијско борбено возило БТМП-84 као и ремонт оклопа возила за евакуацију БРЕМ-Оплот.
Трактори машине, који су дизајнирани у ГП ХКБМ –оклопне транспортере БТР-3, БТР-4, Дозор-Б, и вишенаменско возило Дозор-А.
Такође су се специјализовали за модернизацију застарелих тенкова, укључујући Т-72, Т-64, Т-59, Т-55 и Т-54.
Поред тога, ова фабрика се бави пројектовањем и производњом инжињерске технике, као и високотехнолошких средстава за обуку при раду на оклопним возилима. Специјално су дизајнирани и произветени тенковски симулатори за моделе Т-80УД, Т-72С(Б), Ал-Халид, Т-64Б, Т-55, као и симулатор (тренажер) за БМП-2.
Поред основних, напред наведених активности, ова фабрика се бави развојем најразличитијих цивилних производа, укључујући ту и опрему за металуршку индустрију, опрему за рад са радиоактивним отпадом, специјалну опрему на гусеничној основи.

## Приватизација
У марту 2012. године Кабинет министра одбане Украјине наложио је државном концерну предузећа" Укроборонпром " да реорганизује неколико државних компанија у трговинска (тржишно оријентисана) предузећа. Међу њима се нашао и Харковски конструкторски биро, за израду мотора.

## Руководство
- Алексенко, Иван Никанорович (јануар 1928 —децембар 1931)
- Алексенко, Иван Никанорович (јануар 1928 — децембар 1931)
- Фирсов, Афанасиј Осипович (децембар 1931 — децембар 1936)
- Кошкин, Михаил Иљич (децембар 1936 — септембар 1940)
- Морозов, Александр Александрович (1940 — мај 1976)
- Шомин, Николај Александрович (мај 1976—1990)
- Борисјук, Михаил Демјанович (1990 — јун 2011)
- Веретеников, Александр Иванович (фебруар 2012 — април 2015 године)
- Крјуков, Сергеј Дмитриевич (април 2015 — 2016)
- Мормило, Јаков Михајлович (2016 — тренутно)

## Организационе промене
До рата биро је носио назив ОКБ-520. У јесен 1941. године евакусан је у Нижњи Тагил, где се налазио Уралвагонзавод због опасности која је претила од снага Вермахта. По повретку Морозова 1951. године због неслагања са локалним руководством у Харков, бивши назив је додељен Тагхилском пројектном бироу. Харковски биро добио је нови назив КБ-60. Након смрти Морозова фабрика је постала позната као ОКБ им. Морозова.

## Индивидуалне поруџбине

### Бронетехника у кинематографији
ХБКМ је 2008. године био ангажован на изради реквизита за потребе научно-фантастичних филмова Урођеници на острву познатијем као “БТР-Космос”- пурпурним ванземаљским “тенковима”- аутонатима (на шасији возила БТР-70), на коме путује главни протагониста филма Максим Камерер. Истовремено је радио на развоју серије фантастичних тенкова, који су коришћени у биткама током другог дела филма- “Урођеници на острву.Стварност ”.

## Спољноекономске активности
Крајем 2009. године, Украјина и Ирак су потписали уговор о испоруци 420 возила БТР-4, у укупном износу од милиона 457.5 долара. Главни извршилац уговора је– Харковски конструкторски биро им. Морозова а подизвођач Јавно предузеће фабрила Маљишева (Харков). Прва тура БТР-4 Ираку у износу од 26 јединица је послата купцу 20. априла 2011.

## Слике
- Официальный сайт (језик: енглески)
- ДК Укрспецекспорт Шаблон:Ref-uk